# Ghestem
Ghestem (Dwukolorówki Ghestema od nazwiska twórcy, francuskiego brydżysty Pierre'a Ghestema) jest brydżową konwencją licytacyjną, w założeniu podobną do Cue bidów Michaelsa. Po naturalnym otwarciu przeciwnika, bezpośrednie wejście jego kolorem pokazuje najniższy i najwyższy z pozostałych kolorów, 2BA pokazuje dwa najniższe kolory, a 3♣ pokazuje dwa najwyższe kolory, na przykład, po otwarciu 1♠:
- 2♠ pokazuje kiery i trefle

- 2BA pokazuje trefle i kara

- 3♣ pokazuje kiery i kara

Główną zaletą Ghestema w porównaniu z Michaelsem jest natychmiastowe pokazaniu obu kolorów dwukolorówki, główną wadą jest utrata naturalnej odzywki 3♣.